# Брезњица
Брезњица (слч. Breznica) насељено је мјесто са административним статусом сеоске општине (слч. obec) у округу Стропков, у Прешовском крају, Словачка Република.

## Становништво
| Година:    | 1994. | 2004.    | 2014.    | 2024.   |
| ---------- | ----- | -------- | -------- | ------- |
| Број људи: | 645   | 725      | 813      | 849     |
| Разлика:   |       | +12,40 % | +12,13 % | +4,42 % |

| Година:    | 2023. | 2024.   |
| ---------- | ----- | ------- |
| Број људи: | 848   | 849     |
| Разлика:   |       | +0,11 % |

Према подацима о броју становника из 2024. године насеље је имало 849 становника.